# Kollet (Tougué)
Kollet es una localidad de la prefectura de Tougué en la región de Labé, Guinea, con una población censada en marzo de 2014 de 17 393 habitantes.
Se encuentra ubicada al norte del país, cerca de la frontera con Senegal.